# Süni ökológiai gyerekmagazin
Süni magazin – a természet hangján minden „zöld”fülű gyereknek

## A Süni magazin első korszaka (1985[1]-1994 6. szám az utolsó)
A SÜNI magazin 1985-ben indult, természetismereti gyereklapként. Tíz éven át jelentette kicsiknek és a nagyoknak mindazt, amit a természetről tudni érdemes. Felelős szerkesztő: Udvari Gábor.

## Kiadói
- Népművelési Intézet (1985-1988)
- Tudományos Ismeretterjesztő Társulat Budapesti Szervezet (1985-1989)
- Göncöl Társaság (1991)
- Országos Közművelődési Központ Dokumentációs Központ és Könyvtár (1989-1990)
- Göncöl Alapítvány (1992-1994)
- Pangea Egyesület (1994) ISSN 0237-1154 24 cm

## A Süni zsebkönyvtár kiadványai
- Udvari Gábor: Kirándulás a természetbe : Hazai útikalauz : Programajánlatok
- Kaposvár Somogy Megyei Nyip. Vállalat, ISBN 963-316-143-6 136 page 15 cm

## A Süni magazin második korszaka (2000-)
1995-től 2000-ig a lap önálló formában nem jelent meg, azonban 2000-ben újraindult, változatlan szellemiséggel, de új szerkesztői csapattal, főszerkesztője Mirtse Zsuzsa lett. Alapvető üzenetét, misszióját megtartva próbál igazán európai színvonalú, mégis sajátosan hazai sajtótermék lenni, amelynek szerepe a lappiacon azóta is különleges, egyedi. A lap a Süni Egyesület, a Göncöl Alapítvány, valamint a Fővárosi Állat- és Növénykert közös kiadványaként jelenik meg.

## A Süni magazin szellemisége
- a környezetkultúra szerepének megerősítése: az emberi kultúra szerves részévé válhassék, és önértékén, egyértelműen sorolódjék a magazin a kulturális alkotások közé (élhető kultúra csak élhető világban virágozhat)
- a felnövekvő generációk időben megkapják azokat a szellemi impulzusokat, amelyektől képesek lesznek megváltoztatni rossz, környezet-érzéketlen magatartásformáikat, gesztusaikat.

A Süni magazin lapszámai tematikusak: minden egyes számban egy meghatározott témát jár körbe holisztikusan, így segítve elő a gyerekekben annak felismerését, hogy a földi élet, a természet rendje egyetlen hatalmas, rendezett, részeiben is összefüggő (és egymástól függő) háló, melynek összefüggéseit igyekszik minél érthetőbben megmutatni.
A magazin a szűkebb és tágabb értelemben vett természetről és a benne élő emberekről szól, ám nem felülről vizsgálja a történéseket. Cikkeivel bemutatja, mennyire fontos a békés egymás mellett élés, hogy a jövő is csak a környezet maximális tiszteletben tartásával képzelhető el. 2005 májusától a Süni magazin exkluzív minőségű újrapapíron jelenik meg.
A magazin 2006-ban a Prima Primissima díj Prima fokozatát kapta.